# Граф Монте Кристо
„Граф Монте Кристо“ (на френски: Le Comte de Monte-Cristo) е псевдоним на главния герой от едноименния роман на френския писател-романист Александър Дюма-баща. Творбата е завършена през 1844 година.
„Граф Монте Кристо“ е приключенски роман от Александър Дюма. Често се смята, че трябва да се нарежда заедно с Тримата мускетари ( Les Trois Mousquetaires), най-популярната творба на Дюма. Той завършва творбата през 1844 г. Както много от новелите му, тя е разширение на сюжета, предложен от сътрудничеството му с Огюст Маке.
Действието се развива във Франция, Италия, острови в Средиземно море и Ливан, по време на историческите събития от 1815 – 1838 (от непосредствено преди Стоте дни до царуването на Луи-Филип) година. Историческата рамка е основен елемент от книгата. Приключенска история, главно ангажирана с темите за надеждата, справедливостта, възмездието, милостта, прошката. Фокусира се на човек, който е несправедливо хвърлен в затвора, бяга, натрупва състояние и се подготвя да отмъсти на тези, които са отговорни за задържането му. Но плановете му имат опустошителни последствия, както за виновните, така и за невинните.
Главен герой на романа е Едмон Дантес, деветнадесетгодишен моряк и капитан на търговския кораб „Фараон“. Влюбен в красивата каталанка (испанка) Мерседес, която споделя чувствата му. Той решава да се ожени за нея. В деня на сватбата обаче Дантес е обвинен несправедливо и пратен в затвора, зловещия замък Иф, за четиринадесет години. В затвора той се запознава със смятания за луд абат Фариа, с когото по-късно съставят план за бягство. Веднъж избягал, Дантес приема името и титлата на измисления граф Монте Кристо, както и забуленото в тайна богатство на абат Фариа.
След като вече е на свобода, новопоявилият се граф е готов да отмъсти на виновниците за изгнанието си, каквото и да му струва това.
Историята се развива в два тома, като място на действието в първия том е предимно Франция (главно Марсилия). Във втория том се споменава за пътешествия на героите из Италия, Англия, Испания, Нормандия, Гърция и Близкия изток.
Други герои на романа: Мерседес (по-късно графиня Дьо Морсер), Фернан Мондего (по-късно граф Дьо Морсер), барон Данглар, Кадрус, прокурор Дьо Вилфор, абат Фариа, абат Бузони, г-н Ноартие и др.

## Сюжет
През 1815 г. Едмон Дантес, млад и успешен моряк на търговски кораб, поел управлението от покойния си капитан, се завръща в Марсилия, за да се ожени за своята годеница – Мерседес. Капитанът Льоклер, поддръжник на изпратения в изгнание Наполеон I, кара Дантес да достави две неща: пакет до маршал Бертрант (заточен с Наполеон Бонапарт на Елба) и писмо от Елба до неизвестен човек в Париж. В деня на женитбата си с Мерседес, Фернан Мондего (братовчед на Мерседес и претендент за любовта ѝ) и Данглар (завистник на Дантес, заради бързото му израстване в капитан) изпращат анонимна бележка обвиняваща Дантес, че е предател–бонапартист. Вилфор, заместник-прокурор в Марсилия, макар първоначално съпричастен на Дантес, унищожава писмото от Елба, когато открива, че е адресирано до неговия баща, който е бонапартист. За да потули случая и да запуши устата на Дантес, той го осъжда без съд на доживотен затвор.
По време на четиринайсетгодишното си затворничество в замъка Иф, Дантес се сприятелява с абат Фариа („Лудият Свещеник“), затворник опитващ се да прокопае тунел до свободата си, който твърди, че знае къде е скрито голямото съкровище и непрекъснато предлага награда на пазачите, ако го освободят. Фариа се заема да обучава Дантес. Също така обяснява на Дантес как Данглар, Фернан и Вилфор са имали всеки за себе си причини да искат да е затворен. След години приятелство и след инцидент знаейки, че ще умре скоро, Фариа казва на Дантес къде е скрито съкровището – на остров Монте Кристо. Когато Фариа умира Дантес използва момента и заема мястото на трупа му. След като бива хвърлен във водата той успява да се измъкне и да избяга до близък до Иф остров и скоро бива спасен от контрабандистки кораб. След няколко месеца работейки като контрабандист той отива на Монте Кристо. Дантес инсценира нараняване и убеждава контрабандистите временно да го оставят на Монте Кристо и открива скритото съкровище. След като взима част от него, той се връща в Марсилия, там научава, че баща му е умрял в крайна бедност. Купува яхта, скрива остатъка от съкровището на борда и купува острова Монте Кристо както и титлата граф от правителството на Тоскана.
Връщайки се в Марсилия, Дантес планува своето отмъщение, но първо помага на няколко души, които са били добри с него преди да влезе в затвора. Пътувайки като абат Бузони, той среща Кадрус, сега живеещ в бедност, чиято намеса можеше да спаси Дантес от затвор. Дантес научава, че другите му врагове са забогатели след като са го предали. Той дава на Кадрус диамант който може да е или шанс да се поправи, или капан който ще доведе до гибелта му. Научавайки, че старият му работодател Морел и неговият брат Сабадин са на ръба на банкрута, Дантес в образа на главен банкер, купува всички просрочени дългове на Морел и му дава още три месеца да изпълни задълженията си. В края на трите месеца и без начин да върне дълговете си, Морел е напът да се самоубие, когато научава, че всичките му дългове са мистериозно платени и един от изгубените му кораби се е върнал с пълно карго, тайно построен наново и натоварен от Дантес.
Дегизиран като богатия граф Монте Кристо, Дантес отмъщава на тримата мъже, виновни за несправедливото му хвърляне в затвора: Фернан, сега граф дьо Морсер и съпруг на Мерседес; Данглар, сега барон и богат банкер и Вилфор, сега кралски прокурор – всички живеещи в Париж. Графът се появява първо в Рим, където се запознава с барон Франц Д’Епине и виконт Албер дьо Морсер, синът на Мерседес и Фернан. Дантес урежда младият Морсер да бъде отвлечен от бандита Луиджи Вампа, за да го спаси. След това Дантес се премества в Париж и след представянето му от Албер дьо Морсер, се превръща в сензация за града. В резултат на познанието му и словесното му обаяние, дори враговете му, които не го разпознават, го намират очарователен и желаят приятелството му. Графът заслепява глупавия Данглар с безкрайното си богатство и го убеждава да му отпусне кредит от шест милиона франка, като изтегля 900 000. По силата на споразумението, Графът може да поиска достъп до остатъка по всяко време. Графът манипулира чрез фалшиво телеграфно съобщение облигационния пазар и бързо унищожава голяма част от състоянието на Данглар. Остатъкът започва бързо да изчезва чрез мистериозни банкрути, прекратявания на плащания и още лош късмет на Фондовата Борса.
Вилфор в миналото е имал афера с мадам Данглар. Тя забременява и ражда в къщата, в която той е живеел по онова време. След като задушава новороденото, Вилфор се опитва тайно да го зарови в кутия в основите на къщата, но бива наръган от своя заклет враг Бертучо, който спасява. Снахата на Бертучо отглежда детето и го кръщава „Бенедето“. Графът научава тази история от Бертучо, който по-късно става негов слуга. Той купува същата къща и прави вечерно парти, на което сред другите гости кани Вилфор и мадам Данглар. По време на вечерята, Графът съобщава, че по време на разкопки намерил закопана кутия с останките на новородено и е съобщил за това на властите. Това озадачава Вилфор, който знае, че кутията е била махната и затова историята на Графа не може да е истина и го кара да мисли, че може би знае за аферата му с мадам Данглар и се опитва да го порицае.
Междувременно Бенедето е пораснал и се е превърнал в престъпник, осъден да гребе в галерите, заедно с Кадрус. След като двамата са освободени от „лорд Уилмор“, Бенедето е спонсориран от графа да заеме самоличността на „виконт Андреа Кавалканти“ и бива представен от него на парижкото общество именно на това вечерно парти, като нито Вилфорт, нито мадам Данглар подозират, че Андреа е считаният за мъртъв техен син. Андреа след това си спечелва благоразположението на Данглар, който сгодява дъщеря си Южени за него след като разтрогва годежа и за Албер, син на Фернан. Междувременно Кадрус изнудва Андреа, заплашвайки да разкрие миналото му. Хванат от „абат Бузони“ докато се опитва да обере къщата на графа, Кадрус моли да му бъде даден още един шанс, но Дантес мрачно отбелязва, че последните два пъти го е правел, Кадрус не се е променил. Той кара Кадрус да напише писмо до Данглар, разобличаващо Кавалканти, като мошеник и пуска Кадрус да напусне къщата. Напускайки имота, той е наръган в гърба от Андреа. Кадрус успява да издиктува и подпише свидетелско показание изобличаващо убиеца му и Графът разкрива истинската самоличност на Кадрус моменти преди крадецът да умре.
Години преди описаните досега събития, Али Тепеделенли, владетеля на Янина, е бил предаден на турците от Фернан, след смъртта на Али, Фернан продал жена му, Василики, и дъщеря му, Хайде, в робство. Хайде била намерена и купена от Дантес и става подопечна на графа. Графът манипулира Данглар да разследва събитието, което е публикувано във вестник. Като резултат Фернан е изправен на съд заради престъпленията си. Хайде свидетелства против него и Фернанд е опозорен. Мерседес, все още красива, е единственият човек, който разпознава графа, като Дантес. Когато Албер обвинява графа за падението на баща си и публично го предизвиква на дуел, Мерседес отива тайно при графа и го моли да пощади живота на сина ѝ. По време на разговора им тя научава цялата истина за ареста и хвърлянето му в затвора. По-късно тя разкрива истината на Албер, което го кара да се извини публично на графа. Албер и Мерседес се отричат от Фернан, който разбира за истинската самоличност на Дантес и се самоубива. Майката и синът заминават, за да търсят нов живот, чист от позора. Албер се записва като войник и заминава за Африка, за да започне живота си на чисто и възстанови честта си, под ново име, а Мерседес започва самотен живот в Марсилия.
Дъщерята на Вилфор от първата му жена, Валантин е наследница на състоянието на дядо си (Ноартие) и на родителите на майка ѝ (Сен-Меран), докато втората му жена, Елоиз, иска състоянието за сина си – Едуар. Графът е наясно с намеренията на Елоиз и „невинно“ я запознава с техника на отравяне. Елоиз фатално отравя Сен-Меран, така че Валантин наследява тяхното състояние. Валантин е лишена от наследство от Ноартие, в опит да предотврати предстоящия брак на Валантин с Франц д’Епине. Бракът е отменен, когато Франц д’Епине научава, че баща му (за който се вярва, че е убит от бонапартисти) е бил убит от Ноартие в дуел. След това Валантин е върната в завещанието на Ноартие. След неуспешен опит да убие Ноартие, в който загива слугата му, Бароа, Елоиз се прицелва във Валантин, така че Едуар, най-после да вземе състоянието. Обаче Валантин е главната заподозряна, в очите на баща си, за смъртта на Сен-Меран и Бароа. Научавайки, че синът на Морел, Максимилиан е влюбен във Валантин, графът я спасява, като прави да изглежда сякаш планът на Елоиз, да отрови Валантин е успял и че Валантин е мъртва. Вилфор научава от Ноартие, че Елоиз е истинската убийца и я кара да избере публична екзекуция или да се самоубие със собствената си отрова.
Бягайки след изобличаващото писмо на Кадрус, Андреа стига до Компиен преди да бъде арестуван и върнат в Париж, където е съден от Вилфор. Докато е в затвора, чакащ делото, Андреа е посетен от Бертучо, който му казва истината за баща му. По време на делото си, Андреа разкрива, че е син на Вилфор и е бил спасен, след като Вилфор го е заровил жив. Удивен Вилфор признава вината си и разпуска съда. Той се втурва към дома си, за да предотврати самоубийството на жена си, но закъснява; тя е отровила и сина си. Дантес разкрива истинската си самоличност на Вилфор, но това заедно с шока от развоя на процеса и смъртта на съпругата и сина си го подлудяват. Дантес се опитва да съживи Едуар, но не успява и решава, че отмъщението му е стигнало твърде далеч. Едва след като отново посещава замъкът Иф, Дантес се успокоява, че каузата му е справедлива и съвестта – чиста, че може да изпълни плана си, същевременно успявайки да прости както на враговете си, така и на себе си.
След манипулацията на графа на облигационния пазар, Данглар остава само с разрушена репутация и 5 000 000 франка, които държи на депозит за болници. Графът иска тази сума, за да изпълни тяхното кредитно споразумение и Данглар си присвоява болничните средства. Изоставяйки съпругата си, Данглар бяга в Италия с разписката на Графа, надявайки се да живее във Виена в анонимно благоденствие. Докато напуска Рим, той е отвлечен от агента на графа, Луиджи Вампа и е тикнат в затвора, по същия начин, както беше и Албер. Принуден да плаща безбожни цени за храна, Данглар в крайна сметка подписва за всичко, освен 50 000 франка, от откраднатите пет милиона (които Дантес анонимно връща на болниците). Почти докаран до лудост, Данглар се разкайва за престъпленията си. Дантес прощава на Данглар и му позволява да напусне свободен, заедно с парите, които са му останали.
Максимилиан Морел, вярвайки, че Валантин е мъртва, мисли за самоубийство след погребението ѝ. Дантес му разкрива истинската си самоличност и му обяснява, че е спасил бащата на Морел от банкрут, позор и самоубийство, преди години. Той убеждава Максимилиан да отложи самоубийството си. След месец на остров Монте Кристо, Дантес представя Валантин на Максимилиан и му разкрива истинската поредица от събития. Намерил мир, Дантес заминава за неизвестна дестинация, да намери спокойствие и нов живот с Хайде, която му е засвидетелствала любовта си.

## Публикации
Романът Граф Монте Кристо първоначално е публикуван във вестник Journal des Débats, в осемнадесет части. Публикацията е проведена от 28 август 1844 до 15 януари 1846 г. По-късно той е публикуван за първи път, под формата на книга в Париж от Петон, в осемнадесет тома (1844 – 5), но изцяло, версията на романа е отпечатана през 19 век, на френски език.